# Little Bavington
Little Bavington – przysiółek w Anglii, w Northumberland, w dystrykcie (unitary authority) Northumberland, w civil parish Bavington. Leży 41.1 km od miasta Alnwick, 30.1 km od miasta Newcastle upon Tyne i 419.2 km od Londynu. W 1951 roku civil parish liczyła 43 mieszkańców.